# Les Caves du Nord
Les Caves du Nord, situées à Maisons-Laffitte, sont un monument historique.